# Okręg wyborczy nr 10 do Sejmu Rzeczypospolitej Polskiej (1993–2001)
Okręg wyborczy nr 10 do Sejmu Rzeczypospolitej Polskiej (1993–2001) obejmował województwo elbląskie. W ówczesnym kształcie został utworzony w 1993. Wybieranych było w nim 5 posłów w systemie proporcjonalnym.
Siedzibą okręgowej komisji wyborczej był Elbląg.

## Wyniki wyborów
| Podział 5 mandatów: SLD: 3 PSL: 1 UD: 1 |

| Podział 5 mandatów: SLD: 2 UW: 1 AWS: 2 |

## Reprezentanci okręgu
| Sejm | Rok  | Poseł KW                                  | Poseł KW                                  | Poseł KW                                  | Poseł KW                                  | Poseł KW                                  | Poseł KW                                  | Poseł KW                                  | Poseł KW                                  | Poseł KW                                  | Poseł KW                                  |
| ---- | ---- | ----------------------------------------- | ----------------------------------------- | ----------------------------------------- | ----------------------------------------- | ----------------------------------------- | ----------------------------------------- | ----------------------------------------- | ----------------------------------------- | ----------------------------------------- | ----------------------------------------- |
| II   | 1993 |                                           | M. Ostrowska SLD                          |                                           | M. Winiarczyk-Kossakowska SLD             |                                           | H. Siedlecki PSL                          |                                           | A. Piotrowski SLD                         |                                           | K. Luks UD                                |
| III  | 1997 | W. Gintowt-Dziewałtowski SLD              | M. Ostrowska SLD                          |                                           | W. Walendziak AWS                         |                                           | T. Cymański AWS                           |                                           | J. Godzik UW                              |                                           |                                           |
| IV   | 2001 | okręg zniesiony – patrz okręgi nr 25 i 34 | okręg zniesiony – patrz okręgi nr 25 i 34 | okręg zniesiony – patrz okręgi nr 25 i 34 | okręg zniesiony – patrz okręgi nr 25 i 34 | okręg zniesiony – patrz okręgi nr 25 i 34 | okręg zniesiony – patrz okręgi nr 25 i 34 | okręg zniesiony – patrz okręgi nr 25 i 34 | okręg zniesiony – patrz okręgi nr 25 i 34 | okręg zniesiony – patrz okręgi nr 25 i 34 | okręg zniesiony – patrz okręgi nr 25 i 34 |

### Wybory parlamentarne 1993
| Komitet wyborczy                                      | Komitet wyborczy                                     | Głosów | %     | Mandaty | Wybrani posłowie                                                            |
| ----------------------------------------------------- | ---------------------------------------------------- | ------ | ----- | ------- | --------------------------------------------------------------------------- |
|                                                       | Sojusz Lewicy Demokratycznej                         | 38 870 | 24,79 | 3       | Małgorzata Ostrowska, Małgorzata Winiarczyk-Kossakowska, Andrzej Piotrowski |
|                                                       | Polskie Stronnictwo Ludowe                           | 23 950 | 15,27 | 1       | Henryk Siedlecki                                                            |
|                                                       | Unia Demokratyczna                                   | 12 387 | 7,90  | 1       | Krzysztof Luks                                                              |
|                                                       | Unia Pracy                                           | 11 581 | 7,38  | –       |                                                                             |
|                                                       | Samoobrona – Leppera                                 | 8036   | 5,12  | –       |                                                                             |
|                                                       | Konfederacja Polski Niepodległej                     | 7991   | 5,10  | –       |                                                                             |
|                                                       | Porozumienie Centrum                                 | 7861   | 5,01  | –       |                                                                             |
|                                                       | Kongres Liberalno-Demokratyczny                      | 7796   | 4,97  | –       |                                                                             |
|                                                       | Partia X                                             | 7438   | 4,74  | –       |                                                                             |
|                                                       | Bezpartyjny Blok Wspierania Reform                   | 7075   | 4,51  | –       |                                                                             |
|                                                       | Niezależny Samorządny Związek Zawodowy „Solidarność” | 6501   | 4,15  | –       |                                                                             |
|                                                       | Katolicki Komitet Wyborczy „Ojczyzna”                | 6228   | 3,97  | –       |                                                                             |
|                                                       | Unia Polityki Realnej                                | 5119   | 3,26  | –       |                                                                             |
|                                                       | Koalicja dla Rzeczypospolitej                        | 3429   | 2,19  | –       |                                                                             |
|                                                       | Polskie Stronnictwo Ludowe – Porozumienie Ludowe     | 2559   | 1,63  | –       |                                                                             |
| Frekwencja: 48,87% Źródło: Państwowa Komisja Wyborcza |                                                      |        |       |         |                                                                             |

Poniższa tabela przedstawia podział mandatów dla komitetów wyborczych na podstawie uzyskanych głosów, a następnie obliczonych ilorazów wyborczych na podstawie metody D’Hondta.
| Podział mandatów dla komitetów wyborczych na podstawie metody D’Hondta | Podział mandatów dla komitetów wyborczych na podstawie metody D’Hondta | Podział mandatów dla komitetów wyborczych na podstawie metody D’Hondta | Podział mandatów dla komitetów wyborczych na podstawie metody D’Hondta | Podział mandatów dla komitetów wyborczych na podstawie metody D’Hondta | Podział mandatów dla komitetów wyborczych na podstawie metody D’Hondta | Podział mandatów dla komitetów wyborczych na podstawie metody D’Hondta | Podział mandatów dla komitetów wyborczych na podstawie metody D’Hondta | Podział mandatów dla komitetów wyborczych na podstawie metody D’Hondta | Podział mandatów dla komitetów wyborczych na podstawie metody D’Hondta |
| Komitet wyborczy                                                       | Komitet wyborczy                                                       | Liczba głosów                                                          | Iloraz wyborczy                                                        | Iloraz wyborczy                                                        | Iloraz wyborczy                                                        | Iloraz wyborczy                                                        | Iloraz wyborczy                                                        | Mandaty                                                                | TP                                                                     |
| Komitet wyborczy                                                       | Komitet wyborczy                                                       | Liczba głosów                                                          | /1                                                                     | /2                                                                     | /3                                                                     | /4                                                                     | /5                                                                     | Mandaty                                                                | TP                                                                     |
| ---------------------------------------------------------------------- | ---------------------------------------------------------------------- | ---------------------------------------------------------------------- | ---------------------------------------------------------------------- | ---------------------------------------------------------------------- | ---------------------------------------------------------------------- | ---------------------------------------------------------------------- | ---------------------------------------------------------------------- | ---------------------------------------------------------------------- | ---------------------------------------------------------------------- |
|                                                                        | Sojusz Lewicy Demokratycznej                                           | 38 870                                                                 | 38 870                                                                 | 19 435                                                                 | 12 957                                                                 | 9718                                                                   | 7774                                                                   | 3                                                                      | 1,91                                                                   |
|                                                                        | Polskie Stronnictwo Ludowe                                             | 23 950                                                                 | 23 950                                                                 | 11 975                                                                 | 7983                                                                   | 5988                                                                   | 4790                                                                   | 1                                                                      | 1,18                                                                   |
|                                                                        | Unia Demokratyczna                                                     | 12 387                                                                 | 12 387                                                                 | 6194                                                                   | 4129                                                                   | 3097                                                                   | 2477                                                                   | 1                                                                      | 0,61                                                                   |
|                                                                        | Unia Pracy                                                             | 11 581                                                                 | 11 581                                                                 | 5791                                                                   | 3860                                                                   | 2895                                                                   | 2316                                                                   | 0                                                                      | 0,57                                                                   |
|                                                                        | Konfederacja Polski Niepodległej                                       | 7991                                                                   | 7991                                                                   | 3996                                                                   | 2664                                                                   | 1998                                                                   | 1598                                                                   | 0                                                                      | 0,39                                                                   |
|                                                                        | Bezpartyjny Blok Wspierania Reform                                     | 7075                                                                   | 7075                                                                   | 3538                                                                   | 2358                                                                   | 1769                                                                   | 1415                                                                   | 0                                                                      | 0,35                                                                   |
| Ogółem                                                                 | Ogółem                                                                 | 101 854                                                                | —                                                                      | —                                                                      | —                                                                      | —                                                                      | —                                                                      | 5                                                                      | 5                                                                      |

### Wybory parlamentarne 1997
| Komitet wyborczy                                      | Komitet wyborczy                          | Głosów | %     | Mandaty | Wybrani posłowie                                   |
| ----------------------------------------------------- | ----------------------------------------- | ------ | ----- | ------- | -------------------------------------------------- |
|                                                       | Sojusz Lewicy Demokratycznej              | 46 479 | 33,92 | 2       | Małgorzata Ostrowska, Witold Gintowt-Dziewałtowski |
|                                                       | Akcja Wyborcza Solidarność                | 35 977 | 26,26 | 2       | Wiesław Walendziak, Tadeusz Cymański               |
|                                                       | Unia Wolności                             | 17 403 | 12,70 | 1       | Jerzy Godzik                                       |
|                                                       | Polskie Stronnictwo Ludowe                | 8790   | 6,42  | –       |                                                    |
|                                                       | Unia Pracy                                | 8429   | 6,15  | –       |                                                    |
|                                                       | Ruch Odbudowy Polski                      | 8184   | 5,97  | –       |                                                    |
|                                                       | Unia Prawicy Rzeczypospolitej             | 3107   | 2,27  | –       |                                                    |
|                                                       | Krajowe Porozumienie Emerytów i Rencistów | 2963   | 2,16  | –       |                                                    |
|                                                       | Krajowa Partia Emerytów i Rencistów       | 2718   | 1,98  | –       |                                                    |
|                                                       | Blok dla Polski                           | 2357   | 1,72  | –       |                                                    |
|                                                       | Związek Mniejszości Niemieckiej           | 614    | 0,45  | –       |                                                    |
| Frekwencja: 40,97% Źródło: Państwowa Komisja Wyborcza |                                           |        |       |         |                                                    |

Poniższa tabela przedstawia podział mandatów dla komitetów wyborczych na podstawie uzyskanych głosów, a następnie obliczonych ilorazów wyborczych na podstawie metody D’Hondta.
| Podział mandatów dla komitetów wyborczych na podstawie metody D’Hondta | Podział mandatów dla komitetów wyborczych na podstawie metody D’Hondta | Podział mandatów dla komitetów wyborczych na podstawie metody D’Hondta | Podział mandatów dla komitetów wyborczych na podstawie metody D’Hondta | Podział mandatów dla komitetów wyborczych na podstawie metody D’Hondta | Podział mandatów dla komitetów wyborczych na podstawie metody D’Hondta | Podział mandatów dla komitetów wyborczych na podstawie metody D’Hondta | Podział mandatów dla komitetów wyborczych na podstawie metody D’Hondta | Podział mandatów dla komitetów wyborczych na podstawie metody D’Hondta | Podział mandatów dla komitetów wyborczych na podstawie metody D’Hondta |
| Komitet wyborczy                                                       | Komitet wyborczy                                                       | Liczba głosów                                                          | Iloraz wyborczy                                                        | Iloraz wyborczy                                                        | Iloraz wyborczy                                                        | Iloraz wyborczy                                                        | Iloraz wyborczy                                                        | Mandaty                                                                | TP                                                                     |
| Komitet wyborczy                                                       | Komitet wyborczy                                                       | Liczba głosów                                                          | /1                                                                     | /2                                                                     | /3                                                                     | /4                                                                     | /5                                                                     | Mandaty                                                                | TP                                                                     |
| ---------------------------------------------------------------------- | ---------------------------------------------------------------------- | ---------------------------------------------------------------------- | ---------------------------------------------------------------------- | ---------------------------------------------------------------------- | ---------------------------------------------------------------------- | ---------------------------------------------------------------------- | ---------------------------------------------------------------------- | ---------------------------------------------------------------------- | ---------------------------------------------------------------------- |
|                                                                        | Sojusz Lewicy Demokratycznej                                           | 46 479                                                                 | 46 479                                                                 | 23 240                                                                 | 15 493                                                                 | 11 620                                                                 | 9296                                                                   | 2                                                                      | 1,98                                                                   |
|                                                                        | Akcja Wyborcza Solidarność                                             | 35 977                                                                 | 35 977                                                                 | 17 989                                                                 | 11 992                                                                 | 8994                                                                   | 7195                                                                   | 2                                                                      | 1,53                                                                   |
|                                                                        | Unia Wolności                                                          | 17 403                                                                 | 17 403                                                                 | 8702                                                                   | 5801                                                                   | 4351                                                                   | 3481                                                                   | 1                                                                      | 0,74                                                                   |
|                                                                        | Polskie Stronnictwo Ludowe                                             | 8790                                                                   | 8790                                                                   | 4395                                                                   | 2930                                                                   | 2198                                                                   | 1758                                                                   | 0                                                                      | 0,37                                                                   |
|                                                                        | Ruch Odbudowy Polski                                                   | 8184                                                                   | 8184                                                                   | 4092                                                                   | 2728                                                                   | 2046                                                                   | 1637                                                                   | 0                                                                      | 0,35                                                                   |
|                                                                        | Związek Mniejszości Niemieckiej                                        | 614                                                                    | 614                                                                    | 307                                                                    | 205                                                                    | 154                                                                    | 123                                                                    | 0                                                                      | 0,03                                                                   |
| Ogółem                                                                 | Ogółem                                                                 | 117 447                                                                | —                                                                      | —                                                                      | —                                                                      | —                                                                      | —                                                                      | 5                                                                      | 5                                                                      |